# Cantonul Saint-Jean-de-Bournay
Cantonul Saint-Jean-de-Bournay este un canton din arondismentul Vienne, departamentul Isère, regiunea Rhône-Alpes, Franța.

## Comune
- Artas
- Beauvoir-de-Marc
- Châtonnay
- Culin
- Eclose
- Lieudieu
- Meyrieu-les-Étangs
- Meyssiès
- Royas
- Saint-Agnin-sur-Bion
- Sainte-Anne-sur-Gervonde
- Saint-Jean-de-Bournay (reședință)
- Savas-Mépin
- Tramolé
- Villeneuve-de-Marc